# Олександрівська колона (Одеса)
Олександрівська колона (також Па́м'ятник Олекса́ндру II) в Одесі — колона-пам'ятник на честь приїзду до Одеси російського імператора Олександра II в Парку Шевченка.

## Історія створення
Пам'ятник було споруджено у травні 1891 року на тому самому місці, на якому у 1875 році міська влада приймали імператора Олександра II, для чого був побудований Царський павільйон, де монарх дав дозвіл на заснування тут парку його імені та посадив перше дерево. Пам'ятник побудований на залишках Андріївського бастіону (земляний фортечний вал) прикордонної Гаджибейської фортеці, яка була побудована на цьому місці у 1793–1794 роках та була скасована у 1811 році «як визнана нездатною до оборони», оскільки кордон Імперії пішов далі на південний схід. Для того, що б імператорська карета змогла в'їхати на верх валу, він був доповнений ще й спеціально для цієї мети насипаним пандусом, що зберігся дотепер.
Після приходу більшовиків до влади пам'ятник неодноразово перероблявся. Шапку Мономаха було знято разом із символами самодержавства та до-більшовицької Росії — двоголовим орлом, короною, мечем, скіпетром, жезлом і, присвятними написами, включаючи ім'я автора проєкту, скульптора М. І. Баринова. Колону задрапували червоною тканиною, а на встановленому поряд флагштоку стали піднімати червоний прапор. Монумент оголосили присвяченим III Інтернаціоналу, що повідомляв відповідний напис та встановлений на пам'ятнику барельєф Карла Маркса. Урочисте відкриття відбулося 18 червня 1920 року..
У 2012 році було розпочато реконструкцію з метою повернення пам'ятнику первісного вигляду. Завдяки зусиллям жителів міста та меценатів реконструкцію монумента закінчили у 2012 році та приурочили до Дня міста, який відзначають в Одесі 2 вересня.

## Галерея

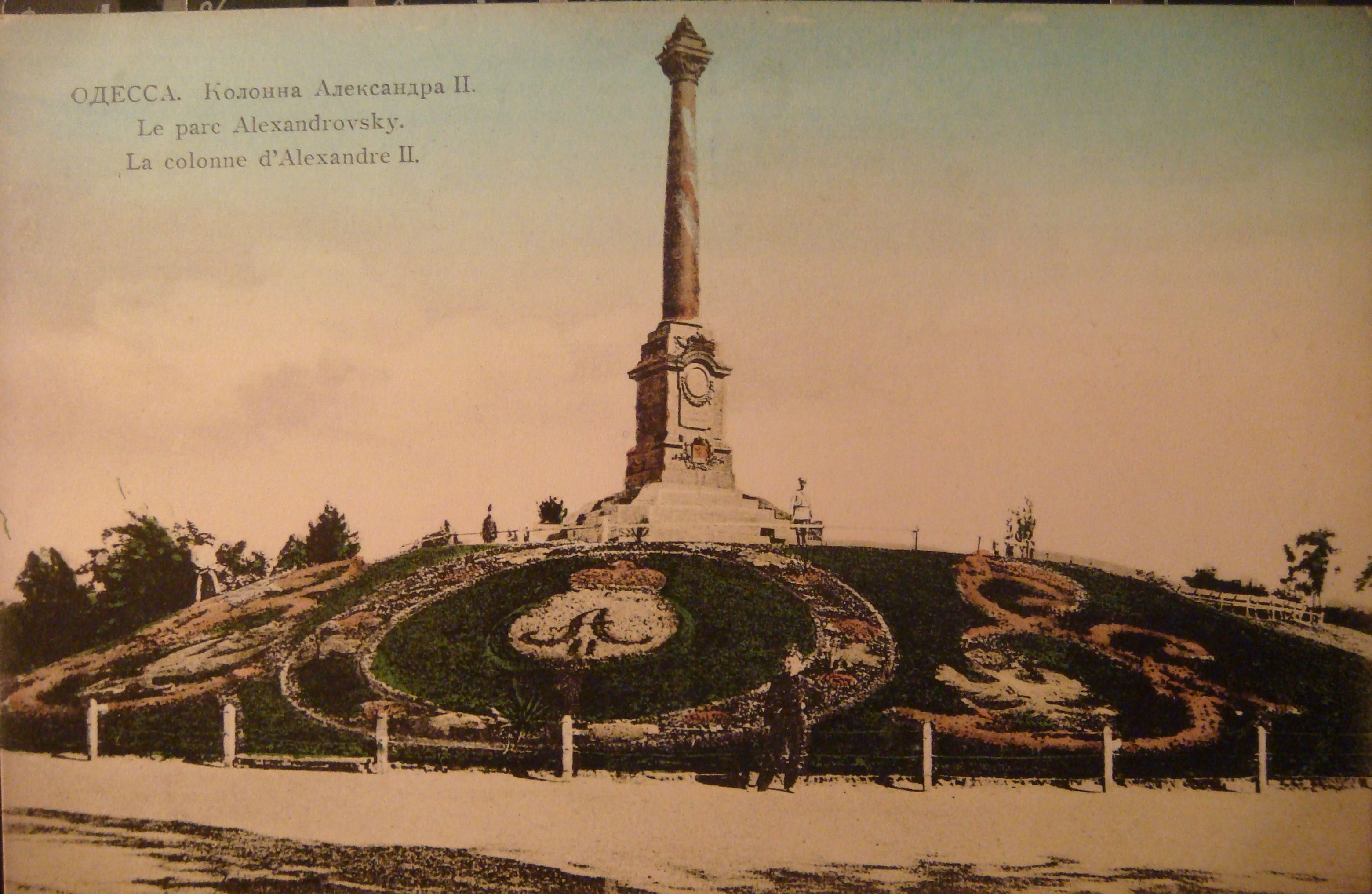
Зображення колони на старій листівці
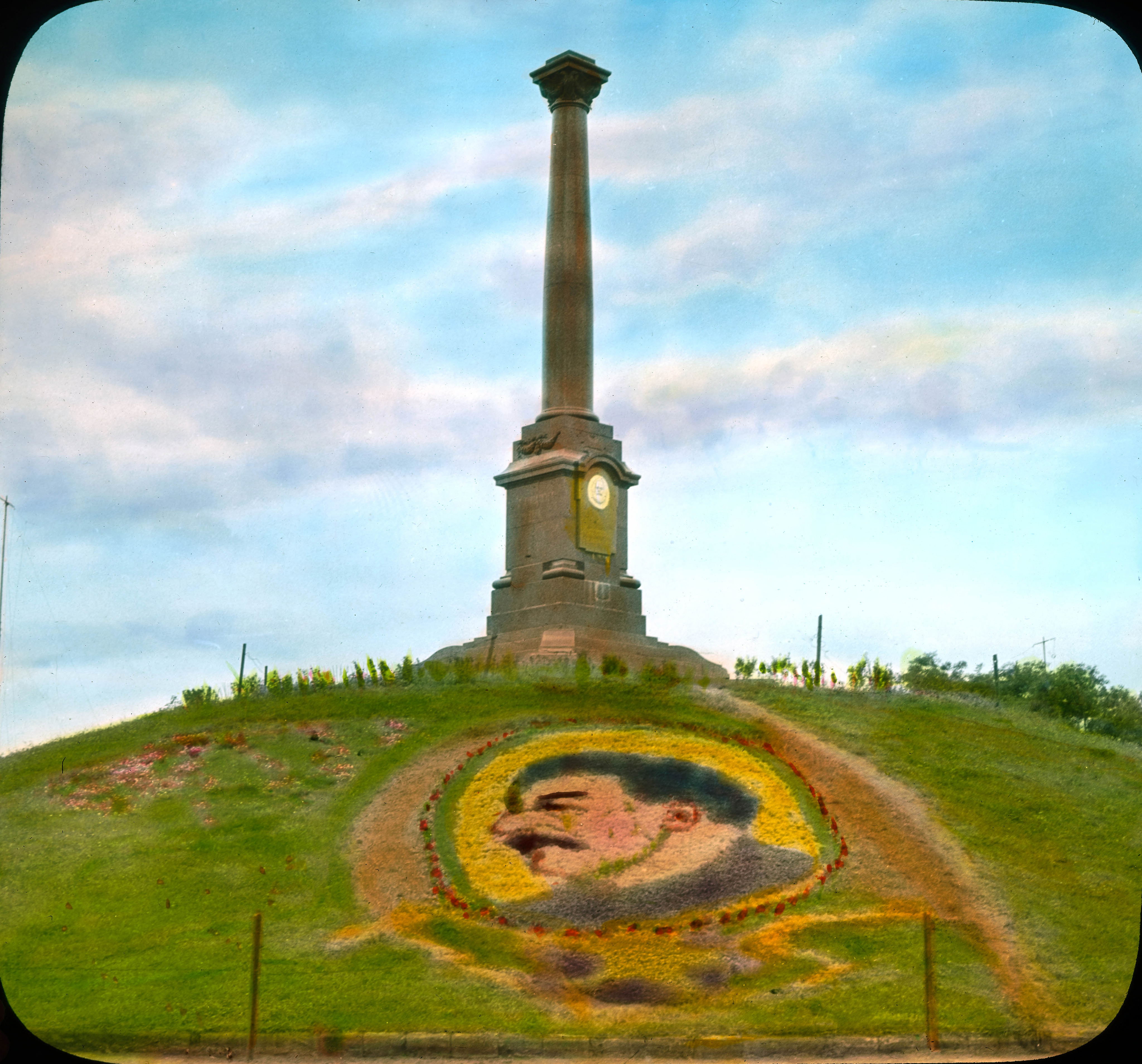
Монумент у 1931 р. Видно барельєф Карлу Марксу.
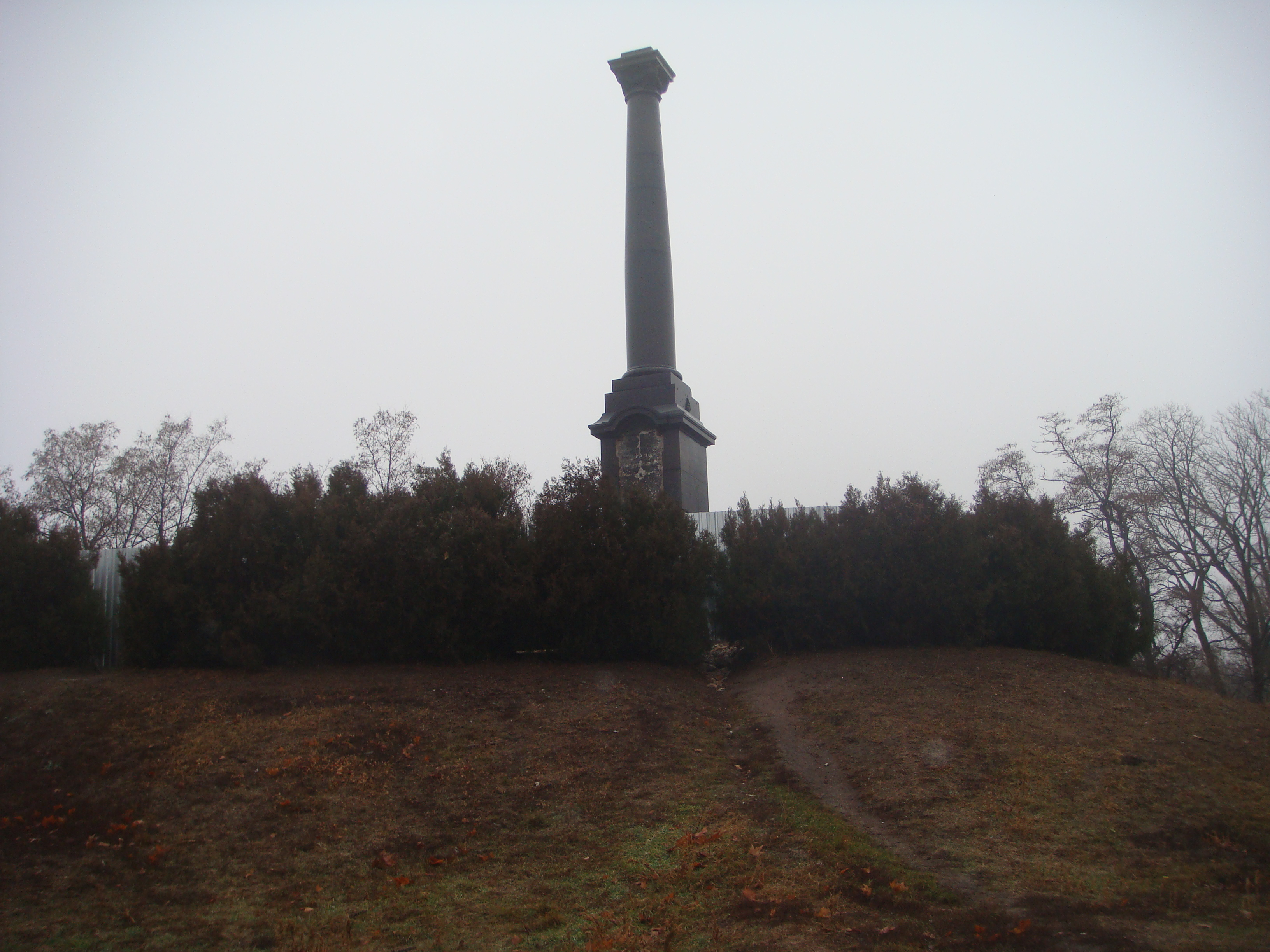
Монумент станом на 2011 р.
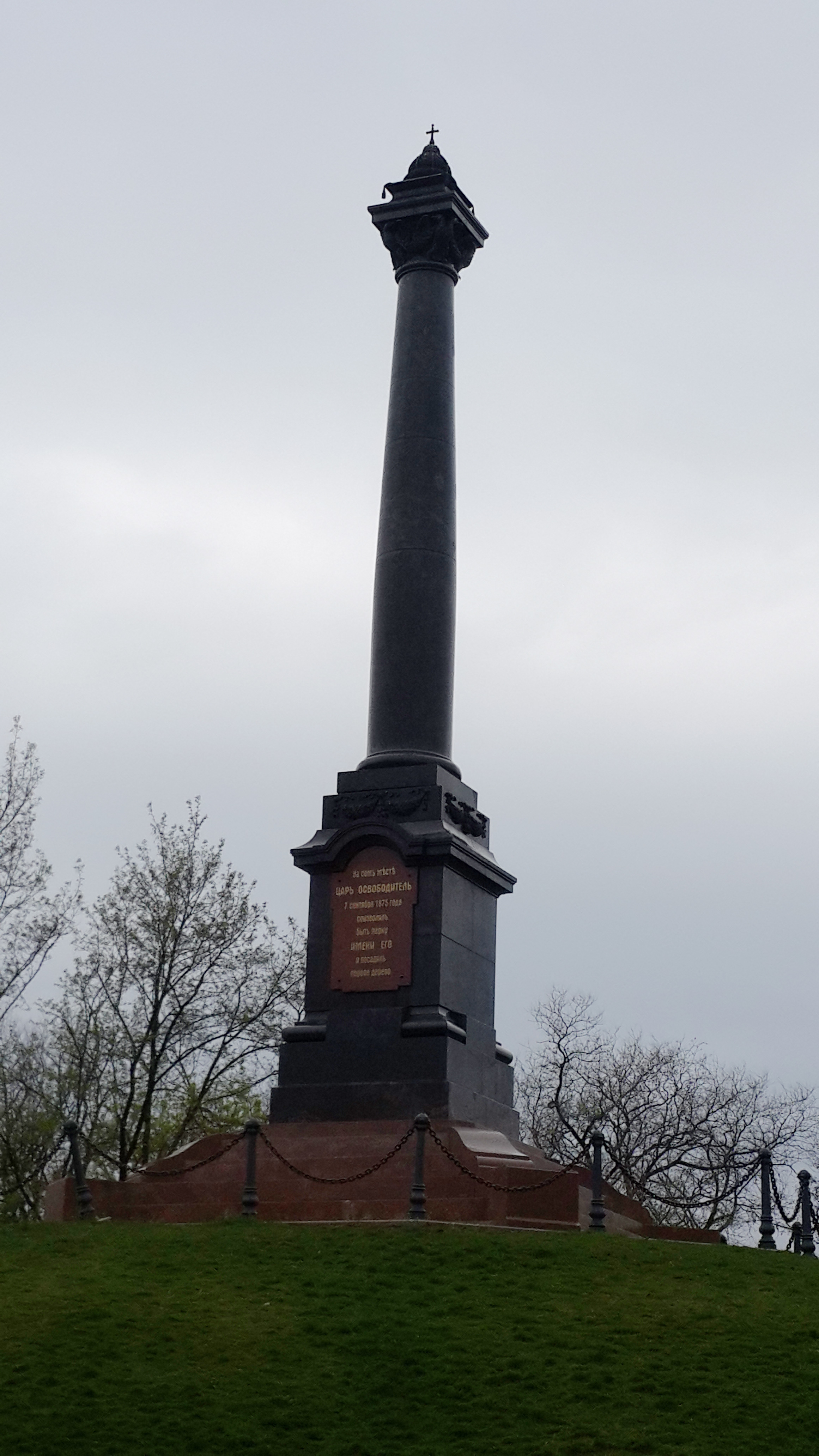
Монумент після відновлення у 2015 р.